# Санса Старк
Са́нса Старк (англ. Sansa Stark) — вигадана персонажка, створена американським письменником Джорджем Р. Р. Мартіном. Є однією з центральних персонажок (ПЛП) в серії фентезі-романів «Пісня Льоду і Вогню» (не фігурує тільки в романі «Танок з драконами»). Санса — старша донька лорда Еддарда Старка з Вінтерфеллу та його дружини Кейтелін Старк, їхня друга дитина. У неї є чотири брати і сестра. Після того, як Еддард Старк прийняв пропозицію Роберта Баратеона стати Правицею, Санса повинна була вийти заміж за сина Роберта Джоффрі Баратеона.
У телеадаптації роль Санси виконала британська актриса Софі Тернер. Персонажка отримала високу оцінку критиків, і посіла четверте місце у списку найкращих персонажів серії, за версією журналу «Rolling Stone»

## Персонаж

### Загальне
Санса народилася і виросла у Вінтерфеллі. У неї добре виходить все, що повинна робити справжня леді: Санса чудово шиє, вишиває, захоплюється музикою і поезією. Колір її волосся та очей успадковані від матері, яка родом з дому Таллі, і Кейтелін вважає, що Санса гарніше, ніж вона була в її віці.

### Опис
У Санси натягнуті відносини з молодшою сестрою, дівчатка — дві повні протилежності. На думку Тиріона Ланністера, Санса має сильне почуття відповідальності, і могла б стати чудовою королевою. Мрійлива і м'яка, вона марила баладами про доблесних лицарів і прекрасних дам, але, опинившись в суворих умовах реальності, зуміла знайти в собі достатньо сил, щоб пристосуватися до них і вижити.

## Сюжетні лінії

### Романи

#### Гра престолів

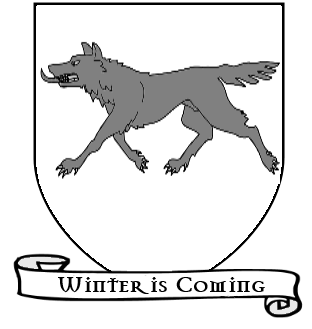
Герб дому Старків

На початку саги Сансі одинадцять років. Під час приїзду Роберта Баратеона в Вінтерфелл, Неда Старка, її батька, призначають правицею короля і Санса заручається зі спадкоємцем престолу, принцом Джофрі Баратеоном. Санса в захваті від перспективи виїхати в Королівську Гавань і вийти заміж за вродливого принца — їй здається, що всі її мрії здійснюються, а життя стає чудовою піснею. Спочатку відносини з Джофрі у неї складаються добре — гарна і чемна Санса справляє приємне враження на королівську сім'ю. Санса безмежно закохується у принца, а королеву вважає прикладом і захоплюється нею.
Але все починає змінюватися, коли по дорозі в Королівську Гавань, неподалік від замку Дарри, Санса, прогулюючись у супроводі Джофрі, зустрічають Арію та Міку, сина різника. Діти грають: б'ються дерев'яними мечами. Бажаючи справити враження і просто розважитися, Джоффрі загрожує Міці й ранить його нібито за те, що той напав на Арію. Арія, захищаючи, вступає в конфлікт з принцом, у результаті якого лютововчиця Німерія кусає принца. Санса стає свідком бійки. Джофрі бреше батькові, що Арія з Мікою заздалегідь спланували напад на принца і нацькували на нього лютововка. Коли Сансу запитують, що сталося насправді, вона, боячись остаточно втратити прихильність Джофрі, бреше королю, що нічого не пам'ятає. Проте ця брехня обертається проти самої Санси: оскільки Німерію не знаходять (Арія змусила її втекти), Серсі Ланністер наполягає на вбивстві лютововчиці Санси. Еддард Старк сам виконує вирок. Санса важко переживає втрату вовка. Можливо, після смерті Леді, Санса втрачає здатності «варга». Пізніше за наказом Ланністерів Сандор Кліган вбиває і сина м'ясника. Після цього випадку відносини між Сансою і Арією остаточно псуються: сестри звинувачують у цьому одна одну.
На турнірі на честь правиці, увагу Санси Старк приваблює гарний лицар квітів, Лорас Тайрелл, який дарує дівчині червону троянду, проголошуючи компліменти. Там же Санса мириться з Джофрі — він знову поводить себе чемно і всіляко доглядає за нею. Однак, коли Санса просить проводити її назад до замку, він не йде сам, а наказує «Псу» супроводити її. По дорозі п'яний Сандор розповідає Сансі про те, як отримав потворний опік.
Після загибелі Роберта Баратеона Нед Старк, усвідомивши, в яке небезпечне місце привіз своїх дітей, планує покинути місто. Санса, ображена, що їй навіть не дозволяють попрощатися з принцом, розповідає Серсі про наміри батька. Дівчинка і не підозрює, що таким чином виявиться причетною до арешту власного батька. Він вже дізнався таємницю королеви та не може допустити, щоб цей секрет виявився розкритий. Дізнавшись, що Еддард Старк засуджений до смертної кари і оголошений зрадником, Санса просить у свого нареченого про милість для батька, сподіваючись, що його лише зашлють на Стіну на кілька років. Джофрі погоджується помилувати Еддарда Старка з умовою, що той визнає його повноправним королем. Нед виконує цю умову, але Джофрі все одно наказує відрубати йому голову, пізніше кажучи, що в цьому і полягала його милість: він «дарує» батькові Санси швидку і легку смерть.
Після смерті батька повітряні замки про щасливе життя в ролі принцеси і королеви остаточно руйнуються. Тепер Санса виявляється в положенні заручниці, а король Джофрі стає її головним катом, примушує терпіти фізичні і моральні страждання — наказує своїм гвардійцям бити Сансу, змушує її дивитися на відрубані голови батька та септи Мордейн. Одного разу вона навіть хоче зіштовхнути Джофрі з високої стіни: в той відчайдушний момент Сансу не хвилює, що за це її стратять. Однак Сандор Кліган, зрозумівши її задум, м'яко зупиняє дівчинку, тим самим рятуючи і Джофрі, і її саму.

#### Битва королів
Перебуваючи в полоні у Джофрі, Санса Старк вдає, що все ще любить його, щоб ненароком не прогнівати його. Одного разу вона була присутня на турнірі на честь тринадцятих іменин короля Джофрі. Коли сер Донтос Холлард виходить проти свого суперника п'яним і роздягненим, Джофрі має намір стратити його (втопити у вині). Однак Санса, пошкодувавши п'яницю, що нікому не бажає зла, втручається, збрехавши, що вбивати когось в день іменин — погана прикмета. Джофрі спочатку не вірить їй, але «Пес» підтримує цю брехню, і сер Донтос врятований від смерті: король погоджується залишити його при дворі як блазня. Донтос залишається вдячний Сансі за порятунок свого життя.
Одного разу вночі Санса знаходить у своєму ліжку записку, в якій їй пропонується вирушити до богорощі, якщо вона хоче потрапити додому. Виявляється, що записку написав і підкинув сер Донтос Холлард. Він говорить їй, що його надіслали Старі Боги і запевняє, що вони тепер герої старої пісні, в якій йдеться про блазня Флоріана, який закохується в прекрасну Джонквіль.
Попри те, що в Королівській Гавані Санса переважно оточена ворогами, є люди, які непогано до неї відносяться. Аріс Окхарт, наприклад, тримається з нею чемно і, коли Джофрі наказує бити Сансу, завжди намагається пом'якшити удари, на відміну від Бороса і Мерріна. У Сандора Клігана з'являється якась прихильність до Санси. Хоча він глузливо називає її пташкою, лякає жорсткими промовами про вбивства і постійно грубить, він разом з тим намагається захистити її, по можливості захищаючи від жорстокості Джофрі. Єдиний раз, коли король наказує «Псу» вдарити Сансу, той її не чіпає. Тиріон Ланністер теж ніколи її не ображає і навіть шкодує: висловлює співчуття після втрати батька.
Одного разу, після того, як брат Санси Робб виграв черговий бій, Джоффрі наказує своїм гвардійцям роздягнути і побити її. Однак Тиріон втручається і забирає Сансу. Під час бунту в Королівській Гавані сер Мендон, який повинен був охороняти Сансу, залишає її, коли втік у замок. Покинуту без захисту Сансу майже стягує з коня розлючений натовп, але Сандор Кліган, прорубавши шлях до неї, рятує її і відвозить в замок.
Незадовго до «Битви на Чорноводній» Санса відчуває першу менструацію і офіційно стає жінкою. Злякавшись, що Джофрі захоче одразу ж на ній одружитися, вона намагається приховати сліди крові, однак це їй не вдається. Санса розмовляє на жіночі теми з Серсі. Тим часом слідом за авангардом підходить піхота, кіннота і флот Станніса і починається облога Королівської Гавані. Санса разом з іншими вельможними дамами зачиняється в бальному залі, де розмовляє з п'яною королевою, яка повідомляє, що наказала серу Іліну Пейну вбити всіх присутніх, якщо Станнісу вдасться перемогти, щоб «Старки ніколи не пораділи падінню Ланністерів». Майже в кінці бою, коли сер Лансель доповідає Серсі, що битва програна, Санса тікає в свої покої, де її чекає п'яний «Пес», який дезертирував з поля бою. Він каже, що збирається тікати на Північ і пропонує їй піти з ним, обіцяючи подбати про неї і захистити. Санса відмовляється, і він штовхає її на ліжко, приставляє до горла ніж, вимагаючи обіцяну пісню. Замість пісні про Флоріана та Джонквіль Санса співає йому гімн Матері, і Сандор йде, залишаючи на підлозі закривавлений білий плащ, який Санса згодом зберігає серед свого одягу. До неї в кімнату приходить Донтос і повідомляє, що місто врятовано.
Як частина угоди Ланністерів і Тайреллів, війська яких надали допомогу Джофрі в «Битві на Чорноводній», офіційно оголошується про заручини короля і леді Марджері Тайрелл. Щаслива Санса думає, що нарешті звільнилася від Джофрі. Але її радість триває недовго: Донтос пояснює, що Джофрі занадто прив'язаний до своєї «іграшки», щоб просто так її відпустити, а значить, якщо він захоче лягти з нею в ліжко, він ляже. Донтос дарує Сансі сіточку для волосся з темно-пурпуровими аметистами, яка, за його словами, чарівна і допоможе їй дістатися додому.

#### Буря мечів
Санса Старк отримує від Марджері запрошення на вечерю. Під час трапези леді Оленна, бабуся Марджері, розпитує Сансу про Джоффрі, бажаючи дізнатися, яким він буде чоловіком для Марджері. Санса зізнається, що він тиран і садист.
Тайрелли зав'язують добрі відносини з Сансою. Марджері регулярно запрошує дівчину до себе і до своїх кузин. Вони катаються на конях, співають, вишивають і діляться секретами. Санса згадує, що у неї вже давно не було подруги, з тих самих пір, як Джейн Пул її покинула. Санса боїться за подругу і просить Марджері не виходити за Джофрі, але та впевнена, що все буде добре, запевняючи що її брат, сер Лорас, буде членом Королівської Гвардії і зможе за неї заступитися, якщо Джофрі виявиться грубим. Леді Оленна планує видати заміж Сансу за свого онука Вілласа, старшого брата Марджері і спадкоємця Хайгардена. Віллас кульгавий, але за словами Марджері, у нього добре серце. Санса думає, що їй немає діла до його ноги, якщо він хороша людина, і радіє майбутнім заручинам. Санса повідомляє Донтосу, що більше не хоче тікати з міста, але той запевняє, що Тайреллам потрібна не вона, а її спадщина.
Райдужним мріям Санси не судилося збутися: лорд Тайвін дізнається про плани Тайреллів і поспішно організовує шлюб Тиріона і Санси. Дівчина дізнається про шлюб тільки в день свого весілля: Серсі ставить її перед фактом. Під час церемонії Санса відмовляється зігнути коліна, і Тиріону доводиться встати на спину блазня, щоб вдягнути її у весільний плащ. Під час танцю Джофрі запевняє Сансу, що буде спати з нею і обіцяє їй відрубати голову Тиріону, якщо той стане заперечувати. Санса сповнена страху й огиди. Король також має намір влаштувати їй дядькові проводи, але Тиріон загрожує королю і позбавляє Сансу від принизливої церемонії. В першу шлюбну ніч він, намагаючись не принижувати почуття молодої дружини, обіцяє, що не доторкнеться до Санси, поки та сама цього не захоче. Санса вдячна номінальному чоловікові за цю турботу, як і за попередні прояви добрих почуттів до неї, але відчуває до нього фізичну огиду, яку не може, та і не намагається подолати.
Вона отримує сумні звістки про загибель спочатку Брана і Рікона, потім про смерть матері і брата Робба.
Санса присутня на «Пурпуровому Весіллі» разом зі своїм чоловіком. Відразу після отруєння Джофрі вона біжить з міста разом з сером Донтосом, зійшовши по секретних сходах до гавані, де їх зустрічає Освелл Кеттлблек і відвозить на човні до корабля. Там її чекає Пітир Бейліш. «Мізинець» одразу наказує вбити Донтоса, заявивши, що той допомагав їй бігти не з вдячності за порятунок, а за нагороду в десять тисяч золотих драконів. Санса в жаху. Тут же він розповідає, що за вбивством короля стоїть він сам і Тайрелли, а також про найнятих ним карликів, щоб розсердити Тиріона і підставити його.
Мізинець привозить Сансу у власне родове гніздо, сховавши її там під маскою своєї незаконнонародженої дочки Алейни Стоун. Про те, хто вона така, знають лише кілька відданих Пітиру людей і тітка Санси, леді Ліза Аррен.
Сама леді Ліза домагається Пітира, взявши з собою співака і септона, вона відразу наполягає на шлюбі. У ніч після одруження співак Марілліон намагається зґвалтувати Сансу, але її рятує сер Лотор, якому Пітиір завбачливо наказав охороняти її. Пізніше Ліза повідомляє, що планує шлюб Санси і Роберта Аррена, спадкоємця Орлиного Гнізда. Санса прибуває в Орлине Гніздо і залишається там. Одного разу вона будує замок з снігу, Вінтерфелл, згадуючи братів і сестру. Пітир допомагає їй і в кінці цілує. Санса виривається, боячись, що на цей раз її ніхто не захистить. Однак, коли «Мізинець» знову намагається її поцілувати, з'являється Роберт Аррен. Побачивши сніговий замок, він ламає його, а Санса, намагаючись йому перешкодити, випадково рве його ляльку. Роберт злиться і плаче, після чого у нього трапляється черговий припадок.
Сансу викликає до себе леді Ліза. Виявляється, вона бачила, як Пітир цілував Сансу і скаженіє від цього. Заманивши Сансу в зал, вона намагається виштовхнути її в Місячні Двері. Тим часом Марілліон голосно співає, щоб вбивство племінниці для леді Лізи пройшло без наслідків. Але в зал входить Пітир і, заспокоївши дружину, змушує її відпустити Сансу. Після чого говорить, що все життя любив тільки Кет і зіштовхує в Місячні двері саму Лізу Аррен. Провину за її вбивство він звалює на Марілліона.

#### Бенкет круків
В Орлине Гніздо прибуває Нестор Ройс для розслідування смерті леді Лізи. Санса підтверджує, що Лізу Аррен в Місячні двері зіштовхнув Марілліон. Сам співак після численних катувань не заперечує нав'язаного йому злочину. Лорди Долини Аррен об'єднують свої сили проти «Мізинця», вимагаючи, щоб Бейліш видав їм їх сюзерена, Роберта Аррена. Хитрістю він змушує їх погодитися на операцію: він готовий відмовитися від титулу протектора і опікунства рівно через рік, якщо до того часу у лордів залишаться до нього претензії. Вони дають йому обіцянку протягом цього року не перешкоджати йому керувати Долиною.
Пітир Бейліш вмовляє мейстера Колемона давати іноді Роберту солодкого молока. Санса піклується про Робіна Аррена і керує господарством в Орлиному Гнізді через відсутність «Мізинця».
Санса разом з Робертом спускаються в люльці в Небесний замок з непризначенного для зимівлі Орлиного Гнізда, де їх чекає Міранда Ройс. У Місячних Воротах кортеж зустрічає Пітир. Він розповідає Сансі про події в столиці і каже, що знайшов їй нареченого — Харольда Хардінга, запропонувавши леді Уейнвуд величезне придане. «Мізинець» пояснює Сансі, що Харольд є спадкоємцем Роберта Аррена, а оскільки Роберт не проживе довго, цей шлюб перетворить Сансу в леді Долини і дасть їй ресурси для повернення Вінтерфелла. Тим часом Брієнна Тарт розшукує Сансу, щоб виконати клятву, дану її матері. Серсі Ланністер, впевнена, що Санса брала участь у вбивстві її сина, вона жадає помсти.

#### Вітри зими
У спойлерній частині Пітир Бейліш знайомить Сансу Старк з спадкоємцем Долини Харрольдом Хардінгом.

## Телесеріал
Сюжетна лінія Санси у п'ятому сезоні розходиться з книжковою і в основних моментах повторює сюжетну лінію Псевдо-Арії (Джейн Пул) з книг.

#### П'ятий сезон
«Мізинець» оголошує, що вони їдуть туди, де Ланністери ніколи не зможуть дістатися Санси. Санса намагається з'ясувати, що за лист надіслали «Мізинцю», — той не відповідає їй, але хвалить за спостережливість. У таверні вони стикаються з Брієнною Тарт, яка пропонує Сансі свій захист, але дівчина відмовляється. Бейліш повідомляє Сансі про її заручини. Незабаром Санса дізнається, що «Мізинець» збирається видати її заміж за Рамсі Болтона. Вона в жаху від такої перспективи, і просить цього не робити, погрожуючи заморити себе голодом. Бейліш заспокоює Сансу, кажучи, що краще їй жити в Вінтерфеллі, ніж все життя бігати від Ланністерів. Більш того, у рідному замку у неї навіть з'явиться можливість помститися за смерть рідних. Санса заспокоюється і після прибуття додому тепло вітає Рамсі і його батька, хоча перед цим і коливається від почуттів. Дівчину проводжають в її кімнату, де служниця говорить їй: «Північ пам'ятає». Незабаром Пітир повідомляє Сансі, що вирушиає до столиці, де його хоче бачити Серсі. Санса починає панікувати, тому що не хоче залишатися одна з Болтонами. Пітир заспокоює її і каже, що, на його думку, незабаром до Вінтерфеллу підійде Станніс Баратеон зі своєю армією. Він звільнить замок, а Сансу зробить берегинею Півночі. Якщо цього не відбудеться, Бейліш просить дівчину вийти за Рамсі, який вже закоханий у неї, і прив'язати його до себе ще більше.
В кімнату Санси приходить служниця, говорить про те, що у Старків на Півночі ще є союзники, і якщо леді Сансі знадобиться допомога, їй слід запалити свічку у вікні покинутої вежі. Пізніше, гуляючи по двору замку, Санса зупиняється біля підніжжя вежі. Там її знаходить Міранда, яка веде Сансу на псарню. У дальній клітці Санса виявляє брудного зацькованого Теона Грейджоя. Дізнавшись, що присутність Грейджоя в Вінтерфеллі для неї більше не секрет, Рамсі приводить Теона на сімейну вечерю, де примушує залізнонародженного принести вибачення його нареченій за вбивство її братів, Рікона і Брана. У богорощі, після всіх традиційних для церемонії одруження фраз, Санса погоджується стати дружиною Рамсі. Разом з чоловіком вони йдуть в кімнату, де Рамсі зриває з Санси одяг і гвалтує її. У спальні присутній Теон, якому Рамсі наказав дивитися на це.
Одного разу Теон приносить Сансі сніданок, яку Рамсі не випускає з кімнати. Санса просить Теона запалити свічку у вікні покинутої вежі, за цим сигналом до неї повинна прийти допомога. Теон, здавалося, погоджується. Пізніше Рамсі виводить Сансу на прогулянку. Мимохідь Санса підбирає на перилах штопор. Вона запитує, чи не хвилюється він у зв'язку з вагітністю Уолди за своє становище. Рамсі відповідає, що він визнаний законним спадкоємцем наказом короля. Санса відповідає, що король теж бастард. Рамсі зауважує, що і бастарди можуть домогтися успіху, і наводить приклад Джона Сноу, який обраний Лордом-Командувачем Нічної Варти, про що Санса не знала. Потім Рамсі згадує, навіщо покликав дружину, повідомляє, що Теон йому все розповів, виводить її у двір, показує, що висить на хресті оббіловане тіло служниці і каже, що навіть під тортурами вона не сказала, хто на Півночі хоче допомогти Сансі. Санса запитує у Теона, навіщо він все розповів Рамсі. Теон відповідає, що намагається їй допомогти, тому що навіть коли вона втече, Болтони все одно її спіймають і буде тільки гірше. Виправдовуючись, він проговорюється, і Санса дізнається, що її молодші брати, Бран і Рікон, живі.
Коли армія Станніса підходить до Вінтерфеллу і війська Болтонів виступають їм назустріч, Санса вирішує скористатися метушнею. Штопором, який підібрала під час прогулянки з Рамсі у дворі замку, розкриває замок своєї темниці, проходить в покинуту вежу і запалює свічку. У вікно вона бачить, як кіннота Болтонів оточує і громить піхоту Станніса. Розуміючи, що допомоги чекати марно, вона збирається втекти з замку, але стикається з Мірандою і Теоном. Міранда цілиться в неї з лука і пояснює, що не збирається її вбивати, тільки покалічить, адже завдання подружжя Рамсі — народити спадкоємця, а для цієї справи багато частин тіла не знадобляться. Міранда збирається стріляти, але раптово на неї накидається Теон і скидає дівчину зі стіни вниз у внутрішній двір, в результаті та розбивається на смерть. Тим часом війська Болтонів повертаються в замок, Теон разом з Сансою стрибають зі стіни замку в замет ззовні.

#### Шостий сезон
Після втечі з Вінтерфелла, Теон і Санса Старк проходять повз Вовчий ліс. За ними женуться солдати і собаки Рамсі Болтона. Сподіваючись збити переслідувачів зі сліду Теон і Санса переправляються через замерзлу річку, проте собаки все одно знаходять втікачів. Теон хоче відвернути переслідувачів і просить Сансу бігти до Джона Сноу в Чорний замок, але солдати Болтонів беруть їх в оточення. Раптово з'являються Брієнна Тарт і Подрік Пейн, які вбивають всіх супротивників. Брієнна присягає на вірність Сансі.
По дорозі в Чорний замок Брієнна розповідає Сансі, що зустріла Арію біля Кривавих воріт. Однак після сутички між Брієнною і Сандором Кліганом Арія пропала. Санса рада чути, що її сестра жива. Після того, як Теон приймає рішення вирушити додому на Залізні острова, Санса прощається з ним і наостанок обіймає.
У Чорному замку Звук горну сповіщає про приїзд вершників. Вперше за довгий час Джон бачить свою сестру Сансу. Вони згадують своє дитинство і пироги з нирками, які пекла стара Нен. Санса просить вибачення у Джона за те, що зневажливо ставилася до нього весь цей час. Під час вечері з Еддом і Тормундом Джон отримує лист від Рамсі, в якому повідомляється, що Рікон утримується в заручниках у Вінтерфеллі і, якщо Санса не повернеться додому добровільно, люди Болтонів переб'ють всіх здичавілих у Чорному замку, зґвалтують Сансу, а Джона і Рікона згодують псам. Хоча у Джона є тільки дві тисячі здичавілих, а у Рамсі п'ять тисяч бійців, Санса пропонує Джону піти війною на Болтонів, повернути родовий замок Вінтерфелл і врятувати Рікона. За її словами, будинки Півночі об'єднаються під прапорами Джона, оскільки він син істинного Оберігача Півночі. Сансі приносять записку від «Мізинця», і вона в супроводі Брієнни зустрічається з ним у Кротовому містечку. Пітир намагається вибачитися і каже, що привів до неї на виручку армію Долини, але Санса не має наміру його слухати. Вона велить «Мізинцю» йти до своєї армії. Той кориться, але повідомляє, що Брінден Таллі, дядько Санси, зібрав залишки армії Річкових земель і відвоював Ріверран. Санса присутня на військовій раді і доводить усім, що благородні будинки Півночі, малі і великі, стануть на бік останніх Старків. Вона також розповідає, що сер Брінден зміцнився в Ріверрані, але не каже, звідки вона про це дізналася, збрехавши, що перед втечею з Вінтерфелла туди надіслали ворона. Санса, Джон і їх прихильники вирішують покинути Чорний замок і вирушити до лордів Півночі, умовивши їх усіх по черзі приєднатися до них. Вони проводять переговори з ними, але не надто досягають успіху в цій справі. Мало хто погоджується надати їм воїнів, лише три малих будинки надіслали кілька сотень солдатів. Зрозумівши, що доведеться використовувати будь-яку можливу допомогу, дівчина пише лист «Мізинцю».
У розпал битви під Вінтерфеллом, коли люди Болтонів затискають армію Джона в кільце, тим самим позбавляючи їх будь-якої надії, звучить горн, і з'являються лицарі Долини Аррен. Пітир Бейліш прибуває за покликом Санси і абсолютно змінює хід битви. Джон очолює залишки своєї армії та входить в замок через вибиті велетнем ворота. У поєдинку з Рамсі Джон перемагає, але не добиває його і бере в полон. Після перемоги Старки займають Вінтерфелл і підіймають над замком прапор з лютововком. Санса приходить до камери Рамсі, він запевняє, що Санса не може його вбити, але та спускає на нього голодних собак, які розривають свого колишнього господаря на частини. Посміхаючись, Санса йде. Пізніше, в богорощі до неї приходить Пітир Бейліш і каже, що хотів би правити Сім'ю королівствами разом з нею, але Санса йде, не слухаючи його. Стає свідком проголошення Джона королем Півночі.

#### Сьомий сезон
7 сезон Санса Старк залишається в Вінтерфеллі.

#### Восьмий сезон
13 лютого 2017 року Софі Тернер заявила, що з'явиться в останньому сезоні серіалу.